# Parodianthus
Parodianthus es un género botánico de plantas con flores con dos especies pertenecientes a la familia de las verbenáceas.
Es nativo del norte de Argentina.
Etimología
Parodianthus: nombre genérico que fue asignado en honor a Lorenzo Raimundo Parodi (1895-1966), botánico argentino.

## Especies
- Parodianthus capillaris Tronc. (1973).
- Parodianthus ilicifolius (Moldenke) Tronc. (1941).